# 실효약관
실효약관(失效約款)이란 그 기간 내에 보험료를 지급하지 않으면 보험약관이 자동적으로 실효되는 것을 말한다. 실효약관은 대량의 사무를 처리하는 보험자의 입장에서는 편리한 반면, 제650조 제2항에 규정된 최고와 해지의 의사표시없이 계약이 자동실효된다는 점에서 제663조의 불이익변경금지원칙에 반하는 측면도 있으므로, 그러한 약관규정이 유효한지에 대하여 견해가 대립한다.

## 판례
판례는 과거에 실효약관의 유효성을 인정한 바 있었으나, 그 후 계속 무효설의 태도를 유지하고 있다.

## 해지예고부최고
계속보험료의 지급이 지체되는 경우에 보험자가 최고기간을 정하여 보험료의 지급을 최고하면서 동시에 '기간 내에 보험료를 납입하지 않으면 그 기간 경과시에 계약이 해지된다'는 뜻을 미리 붙이는 것을 말한다.